# Aurigny Air Services
Aurigny Air Services ist eine Regionalfluggesellschaft mit Sitz in Guernsey auf den Kanalinseln und Basis auf dem Flughafen Guernsey. Sie ist ein Eigenbetrieb der Vogtei Guernsey und beschäftigt etwa 280 Mitarbeiter.

## Geschichte
Die Aufnahme des Flugbetriebes erfolgte am 1. März 1968. Im Juli 1971 wurde die Fluggesellschaft der erste kommerzielle Kunde der Britten-Norman Trislander und war lange Zeit deren weltweit größter Nutzer.

## Flugziele
Aurigny Air Services führt von den Kanalinseln Jersey, Guernsey und Alderney regionale Passagier- und Frachtflüge nach Großbritannien sowie Frankreich durch.

## Flotte

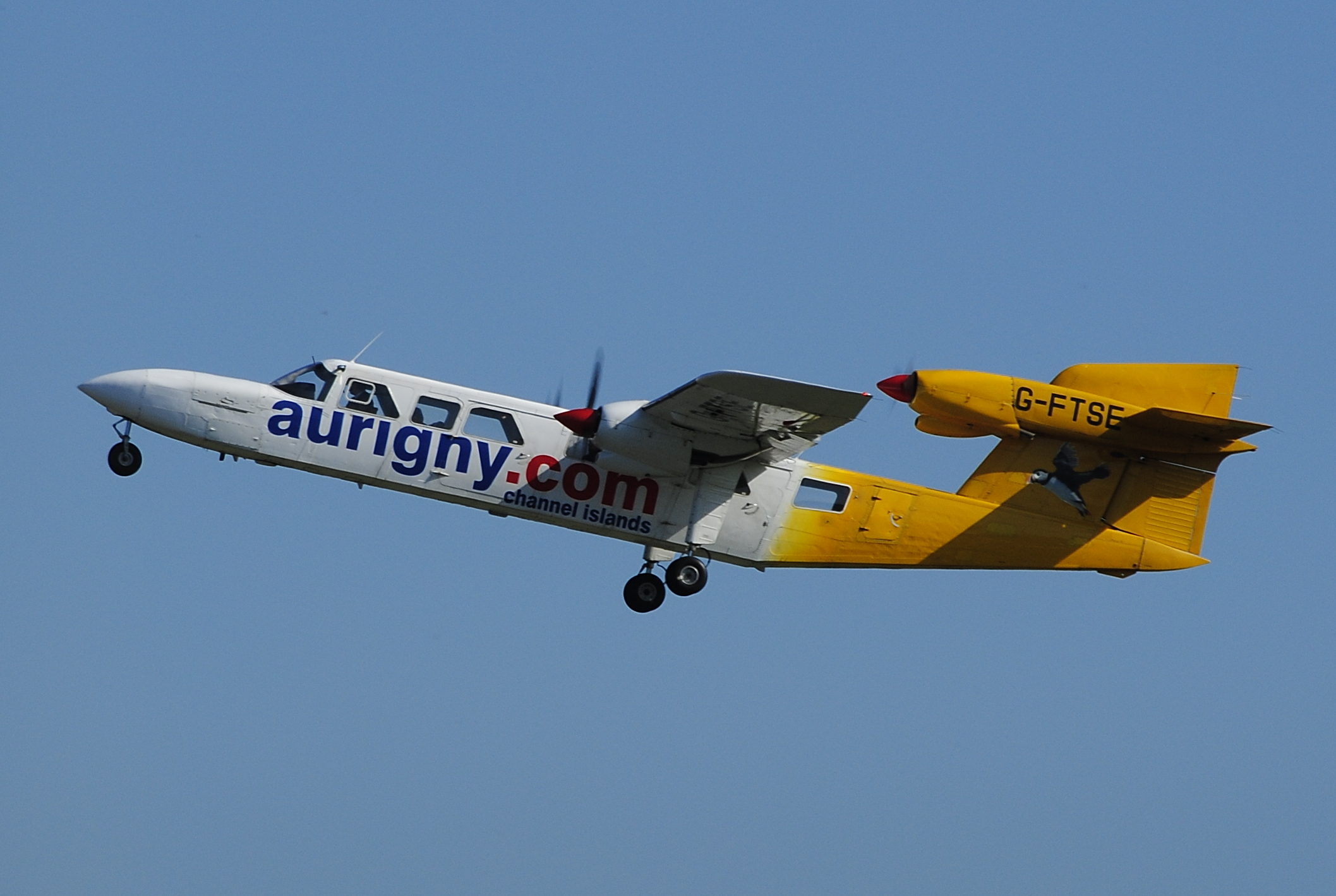
Britten-Norman Trislander der Aurigny Air Services

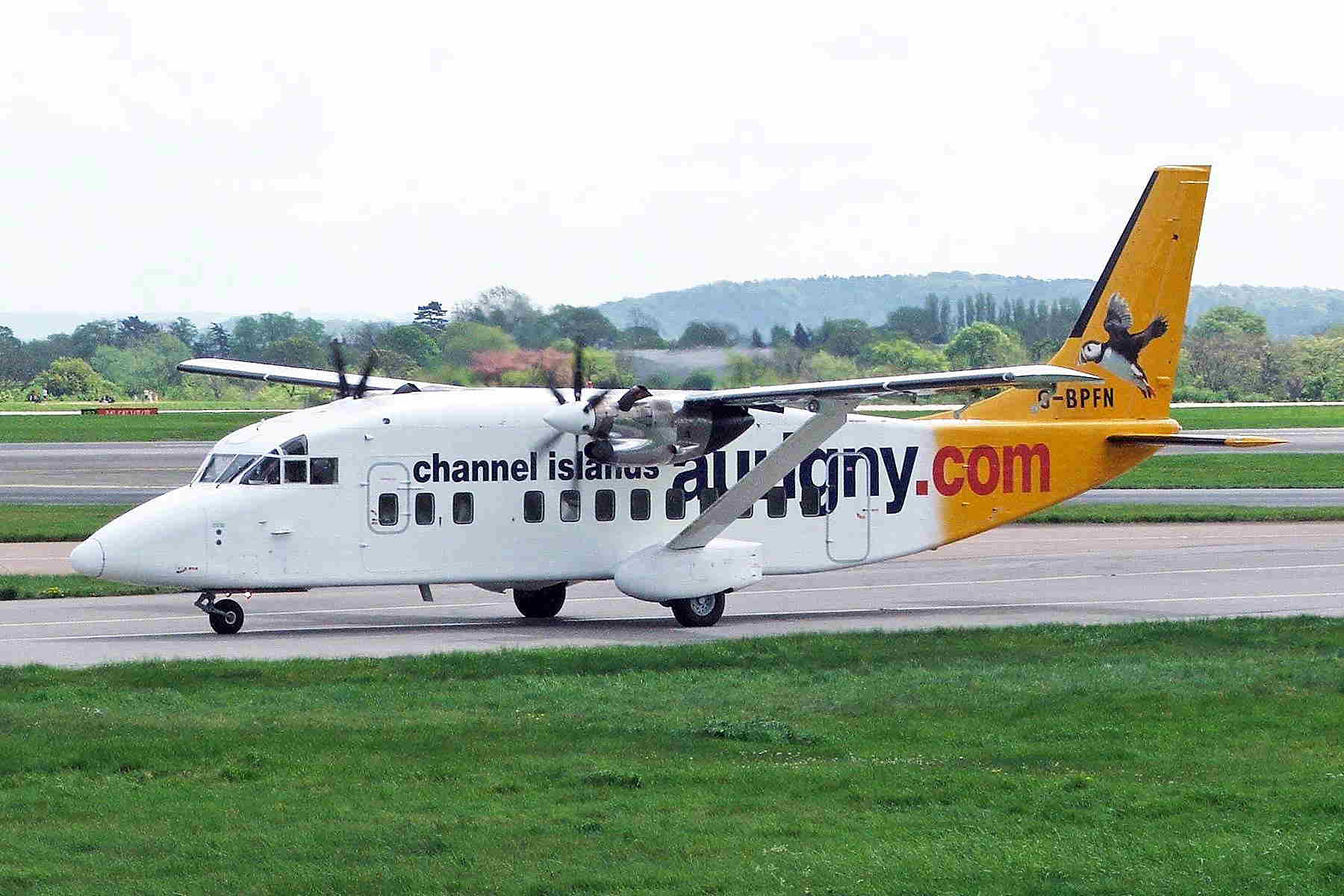
Short 360 der Aurigny Air Services, 2005

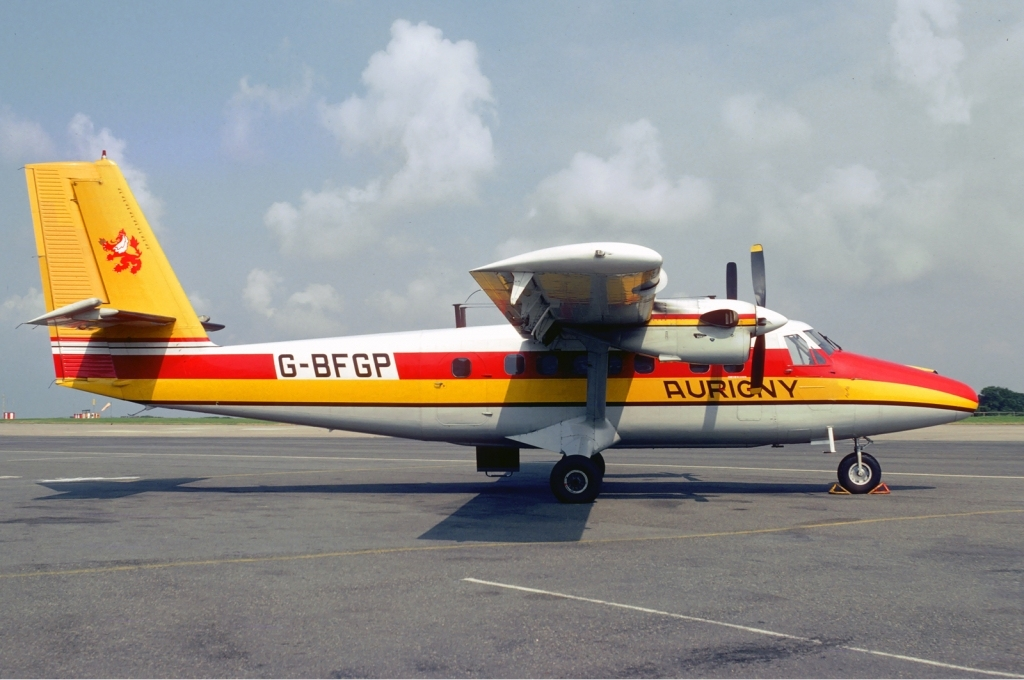
de Havilland Canada DHC-6 Twin Otter der Aurigny Air Services, 1982

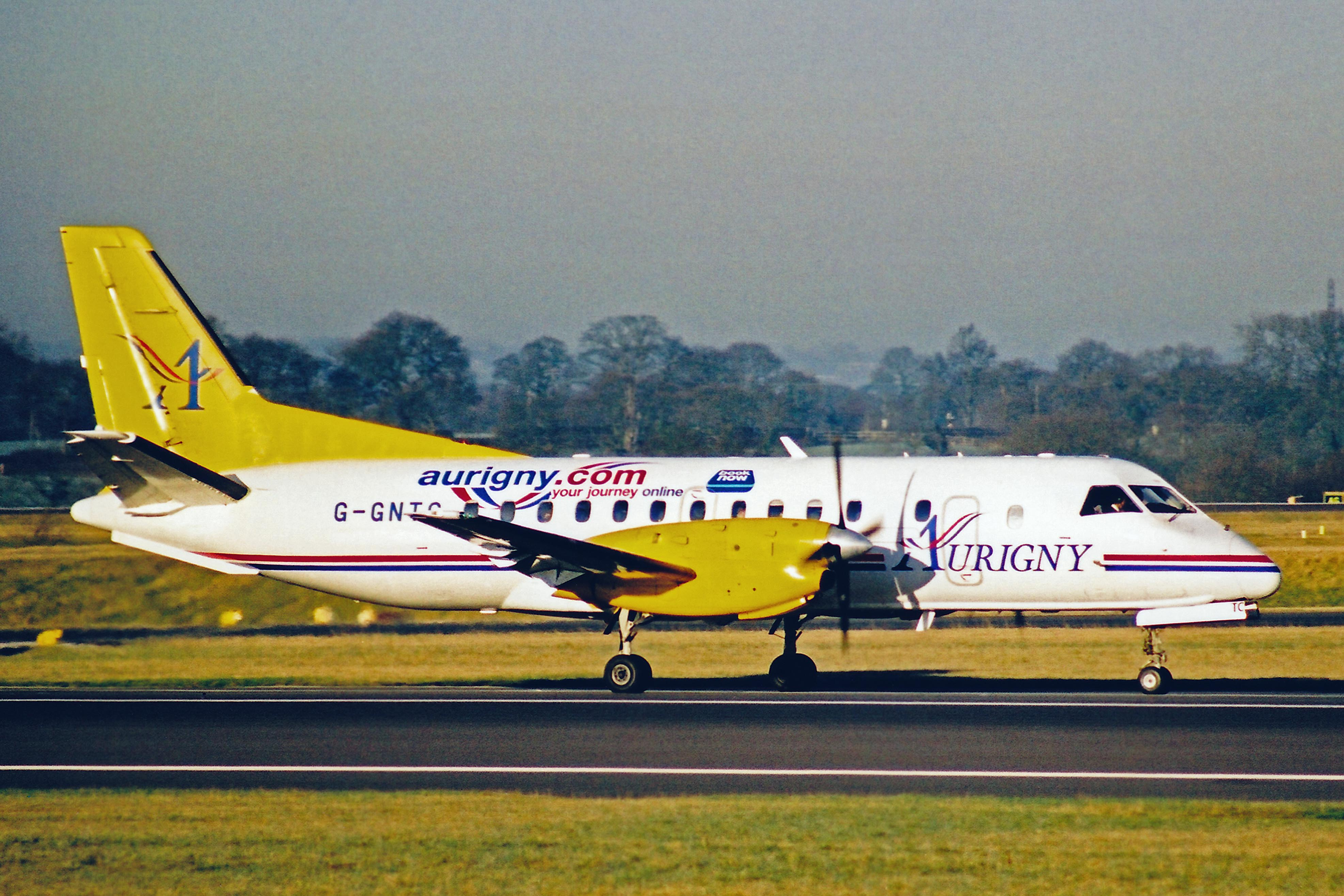
Saab 340 der Aurigny Air Services, 2003

### Aktuelle Flotte
Mit Stand März 2023 besteht die Flotte aus sieben Flugzeugen mit einem Durchschnittsalter von 9,3 Jahren:
| Flugzeug         | Anzahl | bestellt | Sitzplätze | Bemerkungen  |
| ---------------- | ------ | -------- | ---------- | ------------ |
| ATR 72-600       | 3      | —        | 72         | eine inaktiv |
| Dornier 228-202K | 3      | —        | 19         | zwei inaktiv |
| Gesamt           | 7      | —        |            |              |

### Ehemalige Flugzeugtypen
Zuvor setzte Aurigny Air Services auch folgende Flugzeugtypen ein:
- ATR 72-500
- Britten-Norman Islander
- Britten-Norman Trislander
- de Havilland Canada DHC-6 Twin Otter
- Dornier 228-202K
- Saab 340
- Short 360
- Embraer 195

## Zwischenfälle
Von der Gründung 1968 bis Februar 2020 kam es bei Aurigny Air Services weder zu einem Totalschaden von Flugzeugen noch zu Personenschäden.